# WYFR
WYFR (auch bekannt als Familyradio) war eine Kurzwellenradiostation in Okeechobee, Florida, USA. Die Station war im Besitz von Family Stations, Inc., als ein Teil des Family Radio - Network und verbreitete traditionelle christliche Radioprogramme für ein internationales Publikum. Dabei gab es auch deutschsprachige Programme unter dem Namen Familie Radio, die Stimme des neuen Lebens. Das Pausenzeichen von WYFR waren die ersten acht Takte von O Gott, Dir sei Ehre, die ein Bläserquintett spielte.
WYFR stellte am 1. Juli 2013 alle Kurzwellenübertragungen ein. Im November desselben Jahres wurden die Sendeanlagen an einen anderen Kurzwellen-Broadcaster verkauft. Mittlerweile sendet der kommerzielle Anbieter Radio Miami International, WRMI, über diese Anlage.

## Geschichte
Die Kurzwellenstation WYFR geht auf den 1927 von Walter S. Lemon gegründeten Testsender W1XAL in Boston zurück. Gesendet wurden zu dieser Zeit Bildungsprogramme mit einer Mischung von Musik und Unterhaltung. 1939 wurde das Rufzeichen in WRUL (World Radio University for Listener) geändert, und die Station zog nach Scituate, Massachusetts um. Zunächst bestand das Programm weiterhin als Bildungsfunk. Im Zweiten Weltkrieg wurde die Station von der US-Regierung unter dem Namen Voice of America für Propaganda genutzt. Nach Kriegsende zogen die Studios nach New York um und WRUL war unter dem Namen „Radio Boston“ oder „The Voice of Freedom“ (Stimme der Freiheit) zu hören. Die Station bekam 1966 das Rufzeichen 1966 WNYW und war als „World Radio New York“ zu hören. Im Februar 1972 kaufte Familyradio Sendezeit bei dieser Station für christliche Sendungen nach Übersee an und wurde 1973 von Family Stations, Inc, vollständig übernommen. Das Rufzeichen wurde in WYFR (We’re Your Family Radio) geändert; die Sendungen begannen am 20. Oktober 1973. Von 1977 bis 1979 wurde WYFR schrittweise als neue Sendestation in Okeechobee, Florida aufgebaut.  Ab 1977 gab es auch Sendungen für Südamerika und Europa, darunter auch ein deutsches Programm. Zeitweilig gab es auch Verträge über Sendezeit mit Radio Taiwan.
Mitte 2013 kündigte Family Radio an, es würde WYFR am 30. Juni 2013 schließen, doch die Station wurde von WRMI (Radio Miami International) gekauft und im Dezember 2013 zurück On Air gebracht. WRMI ist auch heutzutage noch zu hören.